# 北海道公安委員會
北海道公安委員會（日语：／ Hokkaidō kō'an-i'inkai */?）是由日本北海道知事所轄，負責管理北海道警察的行政委員會，由5名委員組成，其中一人出任委員長。此外，該委員會另於函館市、旭川市、釧路市與北見市等地設有方面公安委員會。

## 委員
- 委員長[1]
  - 横内龍三（北洋銀行董事會長） - 任期：2014年（平成26年）7月～2017年（平成29年）7月
- 委員[1]
  - 祖母井里重子（律師） - 任期：2013年（平成25年）7月～2016年（平成28年）7月
  - 宇都宮輝夫（北海道大学大学院文学研究科思想文化学専攻宗教学印度哲学講座教授） - 任期：2013年（平成25年）8月～2016年（平成28年）8月
  - 吉田洋一（社会福祉法人北海道社会福祉事業團） - 任期：2012年（平成24年）10月～2015年（平成27年）10月

## 下部組織
- 北海道警察

## 脚注
1. 1 2  . 北海道公安委員会. 北海道警察.   [2016-01-31]. （原始内容存档于2013-08-14）.

## 外部連結
- 官方網站（页面存档备份，存于）